# FC Akzhayik
El FC Akzhayik (en kazajo: Aqjaıyq Oral Fýtbol Klýby) es un equipo de fútbol de Kazajistán que milita en la Primera División de Kazajistán, la segunda liga de fútbol más importante del país.

## Historia
Fue fundado en el año 1968 en la ciudad de Oral con el nombre Uralets; y han cambiado de nombre varias veces, las cuales han sido:
- 1968-93 : Uralets
- 1993-97 : Uralets-Arma por razones de patrocinio
- 1997-98 : Zhangir
- 1998-99 : Naryn
- 1999-2004 : Batys
- 2004 : Akzhayik

El club cuenta con varias temporadas en la Super Liga de Kazajistán, aunque su único logro ha sido ganar el título de la segunda categoría en el año 2015.

## Palmarés
- Primera División de Kazajistán: 1

2015

## Entrenadores
- Piotr Bogolubow (1970)
- Guennadi Plotnikov (1993)
- Bauyrzhan Baimukhammedov (2007)
- Wiaczesław Ledowskich (2009)
- Anatol Jurewicz (2010)
- Andrey Chernyshov (2010-2012)
- Jozef Škrlík (2012)
- Zurab Sanaja (2013)
- Pogos Galstyan (2013)
- Bauyrzhan Baimukhammedov (2013-2014)
- Ljupko Petrović (2014)
- Sergey Volgin (2014-2015)
- Talgat Baysufinov (2015-2016)
- Artur Avakyants (2016)
- Vakhid Masudov (2016 – diciembre de 2017)
- Volodymyr Mazyar (diciembre de 2017 – mayo de 2018)
- Serhiy Zaytsev (julio de 2018 – abril de 2019)
- Volodymyr Mazyar (enero de 2021 – presente)